# Adania Shibli
Adania Shibli (arabiska: عدنية شبلي), född i Galileen 1974, är en palestinsk författare. Hon har en examen i kommunikation och journalistik från Hebreiska universitetet i Jerusalem och en doktorstitel i media och kulturstudier från University of East London.
Shibli har publicerat tre romaner, och noveller i litterära tidskrifter som Al-Karmel (Ramallah), Al-Adaab och Zawaya (Beirut) och Amkenah (Alexandria). Hon har två gånger tilldelats den palestinska A.M. Qattan Foundations pris för bästa unga författare: för romanen Masaas ("Beröring", 2002) och Kulluna Ba’eed Bethat al Miqdar ‘an al Hub ("Vi är alla lika långt från kärleken", 2004). Hon var en av de 39 arabiska författare under 40 år som valdes ut till antologin Beirut 39, huvudprojektet när Beirut var Unescos bokhuvudstad 2009.